# Ливская литература
Ливская литература — литература на ливском языке, либо написанная ливскими авторами. Ливская литература отличается непрофессионализмом, это связано с тем, что большая часть ливских писателей не были профессиональными литераторами. Ливская литература наивна, пользуется множеством примитивных приемов, невелик и выбор мотивов. Это связано с тем, что практически ливским авторам не на что было опираться, язык только начал формироваться, а ливских источников практически не было.

## Первоисточники
Считается, что первые письменные источники на ливском языке появились в XVI веке. 
В 1845 году был издан сборник стихов Яниса Принца и его сына Яниса младшего на латышском языке «Jūrnieku svētās dziesmas un lūgšanas». В 1846 и 1852 году была организована экспедиция А. Шёгрена в места проживания ливов в Курземе и Видземе. В 1851 году был создан литературный ливский язык отдельно для западного и восточного говоров курляндского диалекта с письменностью, базирующейся на латинской основе. В 1861 году выходит первый словарь ливского языка Фердинанда Видеманна. Словарь был немецко-ливским и выпущен был в Петербурге. В 1863 году вышла книга на ливском языке «Евангелие от Матфея» в переводе на восточно и западноливский диалект, выполненном учителями Н. Полманном и Я. Принцем под редакцией известного языковеда академика Ф. Видемана. В 1880—1943 годах в качестве литературного языка использовался промежуточный в диалектном отношении средний говор (первая книга на — Евангелие от Матфея ). В 1888 и 1912 годах места проживания ливов посещал финский фольклорист Э. Н. Сетяля — продолжатель дела академика Шёгрена. 
Первоначальная фонетическая орфография ливского языка к концу XIX века под влиянием немецкого и латышского языков сильно разошлась с произношением. В 1912 году был издан перевод на ливский язык «Малого Катехизиса» Мартина Лютера, выполненный Эдгаром Валгамой.

## Период между мировыми войнами
В независимой Латвии в период между двумя мировыми войнами, в относительно благоприятной атмосфере смогло реализоваться начавшееся в начале XX века национальное пробуждение ливского народа. Главным фактором, мешавшим развитию ливского языка и литературы, было использование латышского языка в церквях и школах. В это время началось сближение орфографии с произносительными нормами, обогащался словарный запас, устранялись неоправданные заимствования из латышского языка. 
При поддержке научных и церковных организаций Финляндии и Эстонии увидело свет свыше двадцати книг на ливском литературном языке, созданном на основе восточного диалекта, пять школьных учебников, календари, сборники песен, стихи ливских поэтов Карлиса Сталте, Лаимонса Рудзита, книги религиозного содержания. В 1920 году была организована экспедиция к курземским ливцам профессора Тартурского университета, финского языковеда Лаури Кеттунена и его студента Оскара Лоритса. В 1921 году в Тарту выходит первая литературная книга на ливском языке «Ežmi līvõd lugdõbrōntõz» Оскара Лоритса. . С 1923 года в школах началось факультативное преподавание ливского языка получившими образование в Финляндии учителями, например таких как М. Лепсте, который на протяжении многих лет посещал ливские деревни и учил ливскому языку всех желающих. В 1924 году в Таллинне выходит первый сборник ливских стихов «Līvõ lōlõd» Карлиса Сталте. В этот сборник было включено 28 стихов. В 1931 году начал ежемесячно выходить газета «Ливлист» («Līvli») на ливском языке, где печатаются ливские поэты и писатели, а также освещается ливская жизнь и культура. 
Очень важную роль в изучении и сохранении ливского языка сыграл в межвоенный период финский профессор Лаури Кеттунен. В 1938 году Лаури Кеттунен издал подробный ливско-немецкий словарь и монографическое описание фонетики и морфологии ливского языка. Издания материалов Л. Кеттунена до сих пор являются самыми ценными источниками по ливскому языку, так как они записаны в точной фонетической транскрипции и содержат много уникальной информации. В 1935 году выходит книга Петера Дамберга «Jemakīel lugdõbrāntõz skūol ja kuod pierast» («Книга для чтения на родном языке для школы и дома»). Эта книга считается лучшим изданием на ливском языке. Последняя книга на ливском языке вышла в 1939 году.

## Ливская литература после Второй мировой войны
В 70-80-х годах была проведена формальная реформа ливского языка: из него были устранены черты среднего говора и осуществлен окончательный переход на нормы восточного говора курляндского диалекта, а из орфографии изъяты архаические графемы «у» и «ö». Но к тому времени была прервана ливская письменная литературная традиция, насчитывавшая на тот момент уже несколько десятилетий. После вхождения Латвии в СССР практически не было возможности издавать литературу на ливском языке. Выпускались только редкие манускрипты. До 1980 года фактически было только три писавших ливских автора: Петерис Дамбергс, Паулине Клявиня и Альфонс Бертольд. 
После обретения независимости Латвии предпринимаются попытки возрождения национальной ливской литературы. В периодических изданиях Латвии и Финляндии публикуются авторские произведения и образцы фольклора. Особенностью ливского народного творчества являются сказочные истории и легенды о море. Начинают печататься такие ливские авторы как Карлис Сталте, Байба Дамберга и Валт Эрнштрейт. У ливов есть свой литературный альманах. Была издана составленная Эрнштрейтом антология ливской поэзии. Выходит «Календарь ливов», который предоставляет ценную культурно-историческую информацию.

## Тематика ливской литературы
Главные герои ливской литературы в основном рыбаки и рабочие. Тематика связана с морем и рыболовством, но не с романтической точки зрения. Присутствует также тема патриотизма и любви. Преобладают в ливской литературе стихи, зачастую в прозе стихи занимают существенную часть произведения.

## Ливские писатели
- Улдрикис Капбергс (1869—1932) — поэт.
- Август Скадиньш (1902—1945) — писатель.
- Эдгар Валгама (1912—2003) — переводчик и писатель.
- Карлис Сталте (1870—1947) — поэт и прозаик.
- Альфонс Бертольд (1910—1993) — поэт.
- Паулине Клявиня (1918—2001) — переводчик и поэтесса.
- Петер Дамберг (1909—1987) — писатель, поэт, ливский фольклорист, переводчик и языковед.
- Улдис Крастс (1943) — поэт.
- Артур Бенедикт Бертольд (1905—1976) — прозаик.
- Альберт Бреинкопф (1910—1969) — писатель.
- Байба Дамберга (1957) — художница и поэтесса.
- Валт Эрнштрейт (1974) — прозаик и поэт.
- Лаури Кеттунен (1885—1963) — финский языковед, писал на ливском стихи.
- Янис Кинкамег (1905—1933) — поэт.
- Петер Кинкамег (1902—1972) — поэт.
- Теодор Шваненберг (1882—1946) — писатель.
- Лоте Линденберга (1866—1945) — знаток ливского устного фольклора.
- Янис Принцис (Младший, 1821—1904) — языковед, переводчик, писатель.
- Янис Принцис (Старший, 1796—1868) — языковед, переводчик, писатель.
- Петерис Принцис (1831—1889) — поэт.
- Лаимонс Рудзитис (1906—1973) — переводчик, публицист и писатель.
- Эмилия Рулле (1910—1989) — большой знаток ливских песен.
- Оскар Лоритс (1900—1961) — эстонский фольклорист, издатель ливского фольклора.
- Дидрикис Валгама (1884—1968) — поэт.
- Янис Белте (1893—1946) — поэт.